# Лесбофобия
Лесбофо́бия — различные формы негативного отношения к лесбиянкам (как отдельным лицам, так и лесбийским парам или социальной группе). Негативное отношение основывается на категории пола, гендера, гендерного самовыражения, сексуальной ориентации, и может выражаться в форме предрассудков, дискриминации, ненависти и насилии; с отношением и чувствами, варьирующимися от презрения до враждебности.

## Связанная терминология
В то время как некоторые люди используют только более общий термин «гомофобия» для описания такого рода предрассудков или поведения, другие считают, что термины «гомосексуальность» и «гомофобия» неадекватно отражают конкретные проблемы лесбиянок, поскольку они испытывают двойную дискриминацию — как гомофобию, так и сексизм.

## Теория пересечений
Лесбофобия является интерсекциональным пересечением двух систем угнетения — мизогинии с гомофобией. В случае транс-женщин лесбийской ориентации пересекаются три формы дискриминации — гомофобия, мизогиния и трансфобия (трансмизогиния).

## Проявления
Представление о том, что лесбиянство опасно, в то время как гетеросексуальное поведение естественно и нормально — распространённый пример лесбофобных убеждений. Подобно гомофобии, это убеждение классифицируется как гетеронормативное, поскольку оно предполагает, что гетеросексуальность является социальной нормой сексуального поведения человека, а другие сексуальные ориентации ненормальны и неестественны. Одним из распространённых лесбофобных стереотипов является убеждение в том, что спортсменки всегда или преимущественно лесбиянки. Лесбиянки сталкиваются с лесбофобными установками не только у гетеросексуальных мужчин и женщин, но и со стороны мужчин-геев, а также бисексуалов.
Лесбофобия иногда проявляется в преступлениях, сопровождающихся насилием, включая корректирующее изнасилование и даже убийство.